# Edson Fieschi
Edson Fieschi (Rio de Janeiro, 15 de maio de 1964) é um ator brasileiro.

## Televisão
| Ano  | Título              | Personagem                        | Notas                    | Emissora          |
| ---- | ------------------- | --------------------------------- | ------------------------ | ----------------- |
| 1988 | Vale Tudo           | Carlos                            |                          | Rede Globo        |
| 1989 | Tieta               | Ascânio Trindade (jovem)          | Episódio: "14 de agosto" | Rede Globo        |
| 1990 | Meu Bem, Meu Mal    | João Emanuel Mello                |                          | Rede Globo        |
| 1992 | Tereza Batista      | Marcelo                           |                          | Rede Globo        |
| 1997 | Canoa do Bagre      | João Nunes                        |                          | RecordTV          |
| 1998 | Serras Azuis        | Clepston                          |                          | Rede Bandeirantes |
| 2000 | Chiquititas Brasil  | Hermes Borges                     |                          | SBT               |
| 2001 | Amor e Ódio         | Maurício Padilha                  |                          | SBT               |
| 2006 | Cobras & Lagartos   | Pasquale Rossi                    |                          | Rede Globo        |
| 2007 | Dance, Dance, Dance | Dr. Wagner Luz                    |                          | Rede Bandeirantes |
| 2008 | Chamas da Vida      | Promotor no julgamento de Antônio |                          | RecordTV          |
| 2011 | Insensato Coração   | Nelson Mesquita                   |                          | Rede Globo        |
| 2011 | O Madeireiro        | Walter                            |                          | RecordTV          |
| 2017 | O Rico e Lázaro     | Rei Irom                          |                          | RecordTV          |
| 2018 | Jesus               | Tribuno                           |                          | RecordTV          |
| 2021 | Gênesis             | Zolari                            | Fase: Ur dos Caldeus     | RecordTV          |
| 2022 | Reis                | Jessé                             | Fase: A Escolha          | RecordTV          |